# Australien i olympiska vinterspelen 1992
Australien deltog med 22 deltagare vid de olympiska vinterspelen 1992 i Albertville. Ingen av landets deltagare erövrade någon medalj.